# 12 лет рабства
«12 лет рабства» (англ. 12 Years a Slave) — эпическая историческая кинодрама режиссёра Стива Маккуина по сценарию Джона Ридли. Экранизация одноимённой автобиографии Соломона Нортапа. Премьера состоялась на кинофестивале в Тельюрайде (штат Колорадо) 30 августа 2013 года.
Главные роли исполняют Чиветел Эджиофор и Майкл Фассбендер. «12 лет рабства» — обладатель множества наград кинокритиков, признанный подавляющей частью кинопрессы лучшим фильмом года. Помимо этого, по данным Metacritic, это самый высоко оценённый фильм года, собравший рекордное количество положительных отзывов. По данным Rotten Tomatoes, по числу положительных рецензий фильм только на 3-м месте в году после фильмов «Гравитация» и «Перед полуночью».
Являлся ключевым претендентом на премию «Оскар-2014», был удостоен трёх статуэток, в числе которых «Лучший фильм». На «Золотой глобус» картина была выдвинута в рекордных семи категориях, разделив триумф с трагикомедией «Афера по-американски»; одна оказалась победной. Британская киноакадемия отметила фильм десятью номинациями и двумя статуэтками: «Лучший фильм года» и «Лучшая мужская роль» Эджиофору.

## Сюжет
1841-й год. Соломона Нортапа (Чиветел Эджиофор), свободного чернокожего человека, музыканта, проживающего в городе Саратога-Спрингс, штат Нью-Йорк, со своей семьёй, приглашают на гастроли с цирком в Вашингтон, где после выступлений он со своими спутниками празднует. Позже Нортап теряет сознание и приходит в себя закованным в цепи, в нижнем белье, на полу холодной камеры, ещё не догадываясь, что его спутники, напоив его, сдали как беглого раба — Платта, под описание которого он подходит.
Вскоре Соломона перевозят на пароходе в Новый Орлеан, где его заставляют забыть своё имя и отзываться на прозвище «Платт». Нортапа приобретает владелец плантации Уильям Форд (Бенедикт Камбербэтч), который вполне доброжелательно относится к своему новому рабу. Спустя некоторое время Форд, в благодарность за работу на его плантации, дарит Соломону скрипку, зная, что у него есть музыкальный талант. Штатный плотник Джон Тибитс (Пол Дано) начинает презирать Нортапа за его интеллигентность и близость с Фордом.
Однажды напряжение между Тибитсом и Нортапом достигает крайнего накала, и между ними завязывается ожесточённая драка. Тибитс с друзьями пытаются повесить раба, но того спасает Форд, который в конце концов принимает решение продать его жестокому плантатору Эдвину Эппсу (Майкл Фассбендер), дабы защитить от Тибитса. Эппс — человек религиозный, свято верящий, что его право издеваться над рабами прописано в Библии.

Сара Полсон в роли Мэри и Лупита Нионго в роли Пэтси

На плантации Эппса Нортап знакомится с юной рабыней Пэтси (Лупита Нионго) и женой Эппса, Мэри (Сара Полсон), неистово ревнующей супруга к ней. Эппс неоднократно насилует Пэтси, «забывая» о своём браке.
Вскоре плантация подвергается нашествию хлопковых червей. Эппс приходит к убеждению, что эти вредители — бич Божий, чума, посланная ему по воле небес. Он связывает бедствие с прибытием сюда новых рабов, и будучи уверен, что они навлекли на его плантации напасть в виде гусениц-вредителей, отправляет «виновников» в соседние владения до тех пор, пока не закончится сезон и поля не восстановятся. Нортап, выступив в качестве скрипача на свадьбе одного из плантаторов, зарабатывает немного денег, которые по возвращении к Эппсу решает потратить на отправку письма к друзьям и семье в Саратогу-Спрингс. Послание соглашается доставить бывший надзиратель Армсби (Гаррет Диллахант), однако он, вопреки обещанию сохранить поручение в тайне, сдаёт Соломона Эппсу. Нортапу с трудом удаётся убедить плантатора, что плана побега не было. В своей комнате он в слезах сжигает письмо.
Пэтси доходит до крайнего отчаяния и просит Соломона убить её, однако тот отказывается. Однажды она исчезает с плантации, а по возвращении объясняет Эппсу, что всего лишь ходила получить кусок мыла. Разъярённый Эппс приказывает привязать её обнажённую к столбу и заставляет Соломона хлестать её кнутом.
Пэтси постепенно идёт на поправку, а Нортап начинает работать над постройкой павильона вместе с канадским рабочим Бассом (Брэд Питт). Басс оказывается представителем оппозиции и публично выражает презрение к рабству. Эппсу крайне не нравятся подобные взгляды. Соломон же в лице Басса находит родственную душу, рассказывает ему свою историю и просит написать письмо друзьям, чтобы они прислали необходимые документы. Басс, понимая, что рискует своей жизнью, всё же соглашается.
Спустя некоторое время на плантацию приходит шериф, который задаёт Нортапу ряд вопросов, касающихся его былой свободной жизни. В человеке, присутствующем при их беседе, Соломон узнаёт торговца Паркера (Роб Штайнберг), которого знает ещё с Саратоги-Спрингс. Соломон понимает, что он, наконец, окажется на свободе спустя 12 мучительных и адских лет рабства.
В конце фильма Соломон возвращается к семье и узнаёт, что за это время у него родился внук, которого назвали в честь деда Соломоном (Нурик Бобо).

## В ролях
- Чиветел Эджиофор[9] — Соломон Нортап
- Майкл Фассбендер[10] — Эдвин Эппс
- Лупита Нионго — Пэтси
- Сара Полсон[11] — Мэри Эппс
- Пол Дано[12] — Джон Тибитс
- Бенедикт Камбербэтч[13] — Уильям Форд
- Элфри Вудард[14] — госпожа Гарриетт Шоу
- Брэд Питт[15][16] — Сэмюэл Басс
- Пол Джаматти[11] — Теофилус Фриман
- Гаррет Диллахант[9] — Армсби
- Рут Негга[17] — Селеста
- Одиперо Одуйе[18] — Элиза
- Кувенжаней Уоллис[19] — Маргарет Нортап
- Дуайт Хенри — дядя Абрам
- Скут Макнейри — Браун
- Таран Киллам — Хэмилтон
- Крис Чок — Клеменс Рэй
- Майкл К. Уильямс — Роберт
- Брайан Бэтт — судья Тернер
- Билл Кэмп — Эбенезер Рэдберн
- Сторм Рид — Эмили
- Том Проктор
- Кристофер Берри

## Создание

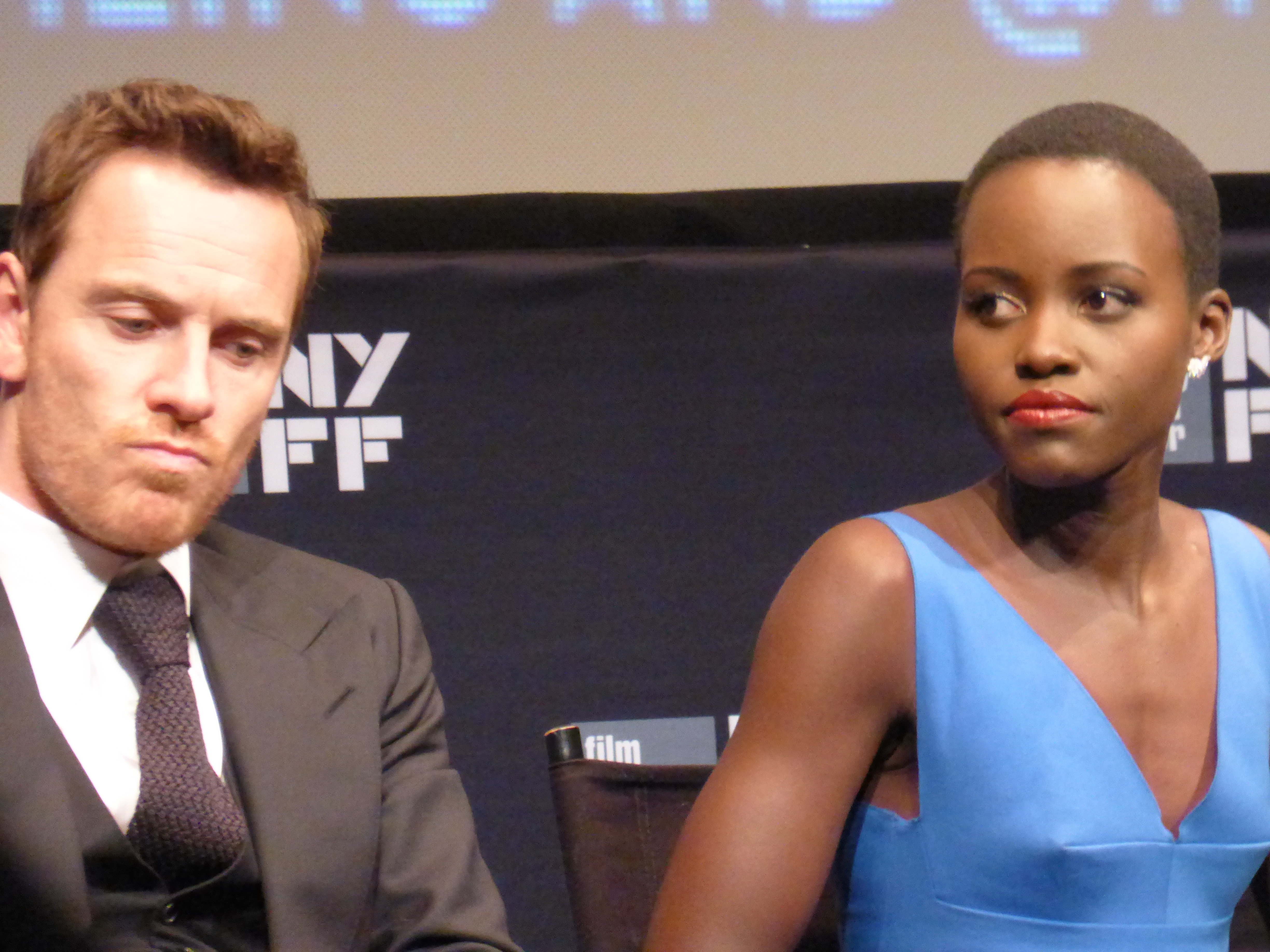
Майкл Фассбендер и Лупита Нионго на премьере фильма в Нью-Йорке

После своей предыдущей режиссёрской работы, «Стыда», Маккуин принялся за создание фильма о рабстве — потому, что «это такой же естественный шаг, как кино о Второй мировой или о Холокосте». Бабушка и дедушка постановщика были потомками рабов из Вест-Индии.
Начав работу, Маккуин не имел понятия о реальной истории Соломона Нортапа, поэтому решил просто «снять кино о свободном человеке, которого похитили, и через эту призму показать все круги рабства». Супруга режиссёра отыскала ему автобиографическую книгу Нортапа, которую он буквально «проглотил»: «Это как впервые прочитать дневник Анны Франк». Все образы были у Маккуина в голове, большое количество времени он проводил с оператором Шоном Боббиттом:
Для того чтобы рассказать историю, необходимо сохранить равновесие. Чтобы функционировал каждый кусок, ни одна часть не должна быть тяжелее или легче. Я добиваюсь этого почти хирургическим путём, постепенно отсекая все лишнее, и смотрю, что выходит.
Каждый цвет в картине, по словам Маккуина, что-то обозначает, даже характер владельца каждой плантации выделен отдельной палитрой: «У Форда на плантации довольно сочные цвета. У судьи Тернера цвета менее яркие, но теплые. … В сценах, где Соломон возвращается обратно в Саратогу, использованы гораздо более теплые тона».
Практически эпизодическую роль в фильме исполнил Брэд Питт. Маккуин позже признавался, что лично не утверждал его на роль рабочего Басса, а Питт сыграл в картине только потому, что и продюсировал её. Ключевой злодейский образ в ленте создал постоянный и любимый актёр Маккуина Майкл Фассбендер, уже работавший с ним над двумя проектами — «Голодом» и «Стыдом». Режиссёр вспоминал, что во время съёмок сцены избиения Эппсом Пэтси Фассбендер просто потерял сознание от эмоционального перенапряжения.
Съёмки начались в июне 2012 года в Новом Орлеане, Луизиана. Места съёмок включали в себя парк Одубон, Плантацию Фелисити, дом-музей Наследие мадам Джон, Французский квартал и Плантацию Святого Джозефа. Основные съёмки закончились 12 августа. В Луизиане во время съёмок стояла невероятно жаркая погода, Маккуин «едва не отключился».

## Прокат
В США фильм вышел в широкий прокат 8 ноября 2013 года, в Армении, Греции и России — 12 декабря 2013 года, в Великобритании и Ирландии — 10 января 2014 года, в Австралии, Македонии и Уругвае — 30 января 2014 года.

## Награды
| Награды и номинации                          | Награды и номинации                                          | Награды и номинации                                                     | Награды и номинации                    | Награды и номинации |
| Награда                                      | Категория                                                    | Номинант                                                                | Результат                              |                     |
| -------------------------------------------- | ------------------------------------------------------------ | ----------------------------------------------------------------------- | -------------------------------------- | ------------------- |
| Международный кинофестиваль в Торонто        | «Приз зрительских симпатий»                                  |                                                                         | Победа                                 |                     |
| Голливудский кинофестиваль                   | «Прорыв года»                                                | Стив Маккуин                                                            | Победа                                 |                     |
| Голливудский кинофестиваль                   | «Новый Голливуд» (за актёрскую работу)                       | Лупита Нионго                                                           | Победа                                 |                     |
| «Готэм»                                      | «Лучший фильм»                                               |                                                                         | Номинация                              |                     |
| «Готэм»                                      | «Лучшая мужская роль»                                        | Чиветел Эджиофор                                                        | Номинация                              |                     |
| «Готэм»                                      | «Актёрский прорыв»                                           | Лупита Нионго                                                           | Номинация                              |                     |
| «Независимый дух»                            | «Лучший фильм»                                               |                                                                         | Победа                                 |                     |
| «Независимый дух»                            | «Лучшая режиссёрская работа»                                 | Стив Маккуин                                                            | Победа                                 |                     |
| «Независимый дух»                            | «Лучшая мужская роль»                                        | Чиветел Эджиофор                                                        | Номинация                              |                     |
| «Независимый дух»                            | «Лучшая мужская роль второго плана»                          | Майкл Фассбендер                                                        | Номинация                              |                     |
| «Независимый дух»                            | «Лучшая женская роль второго плана»                          | Лупита Нионго                                                           | Победа                                 |                     |
| «Независимый дух»                            | «Лучший сценарий»                                            | Джон Ридли                                                              | Победа                                 |                     |
| «Независимый дух»                            | «Лучшая операторская работа»                                 | Шон Боббитт                                                             | Победа                                 |                     |
| «Спутник»                                    | «Лучший фильм»                                               |                                                                         | Победа                                 |                     |
| «Спутник»                                    | «Лучшая режиссёрская работа»                                 | Стив Маккуин                                                            | Победа                                 |                     |
| «Спутник»                                    | «Лучшая мужская роль»                                        | Чиветел Эджиофор                                                        | Номинация                              |                     |
| «Спутник»                                    | «Лучшая мужская роль второго плана»                          | Майкл Фассбендер                                                        | Номинация                              |                     |
| «Спутник»                                    | «Лучшая женская роль второго плана»                          | Лупита Нионго                                                           | Номинация                              |                     |
| «Спутник»                                    | «Лучший адаптированный сценарий»                             | Джон Ридли                                                              | Номинация                              |                     |
| «Спутник»                                    | «Лучшая музыка»                                              | Ханс Циммер                                                             | Номинация                              |                     |
| «Спутник»                                    | «Лучший дизайн костюмов»                                     | Патриция Норрис                                                         | Номинация                              |                     |
| «Спутник»                                    | «Лучший монтаж»                                              | Джо Уокер                                                               | Номинация                              |                     |
| Круг кинокритиков Нью-Йорка                  | «Лучший режиссёр»                                            | Стив Маккуин                                                            | Победа                                 |                     |
| Ассоциация онлайн-кинокритиков Бостона       | «Лучший фильм»                                               |                                                                         | Победа                                 |                     |
| Ассоциация онлайн-кинокритиков Бостона       | «Лучший режиссёр»                                            | Стив Маккуин                                                            | Победа                                 |                     |
| Ассоциация онлайн-кинокритиков Бостона       | «Лучший актёр»                                               | Чиветел Эджиофор                                                        | Победа                                 |                     |
| Ассоциация онлайн-кинокритиков Бостона       | «Лучшая актриса второго плана»                               | Лупита Нионго                                                           | Победа                                 |                     |
| Ассоциация онлайн-кинокритиков Бостона       | «Лучшая музыка»                                              | Ханс Циммер                                                             | Победа                                 |                     |
| Ассоциация онлайн-кинокритиков Бостона       | «Лучший монтаж»                                              |                                                                         | Победа                                 |                     |
| Ассоциация онлайн-кинокритиков Бостона       | «Один из 10 лучших фильмов года»                             |                                                                         | Победа                                 |                     |
| Ассоциация кинокритиков Бостона              | «Лучший фильм»                                               |                                                                         | Победа                                 |                     |
| Ассоциация кинокритиков Бостона              | «Лучший режиссёр»                                            | Стив Маккуин                                                            | Победа                                 |                     |
| Ассоциация кинокритиков Бостона              | «Лучший актёр»                                               | Чиветел Эджиофор                                                        | Победа                                 |                     |
| Ассоциация кинокритиков Лос-Анджелеса        | «Лучшая актриса второго плана»                               | Лупита Нионго                                                           | Победа                                 |                     |
| Ассоциация кинокритиков Вашингтона           | «Лучший фильм»                                               |                                                                         | Победа                                 |                     |
| Ассоциация кинокритиков Вашингтона           | «Лучший актёр»                                               | Чиветел Эджиофор                                                        | Победа                                 |                     |
| Ассоциация кинокритиков Вашингтона           | «Лучшая актриса второго плана»                               | Лупита Нионго                                                           | Победа                                 |                     |
| Ассоциация кинокритиков Вашингтона           | «Лучший адаптированный сценарий»                             | Джон Ридли                                                              | Победа                                 |                     |
| Ассоциация кинокритиков Вашингтона           | «Лучшая музыка»                                              | Ханс Циммер                                                             | Победа                                 |                     |
| Ассоциация кинокритиков Вашингтона           | «Лучший актёрский состав»                                    |                                                                         | Победа                                 |                     |
| Круг онлайн-кинокритиков Нью-Йорка           | «Лучший фильм»                                               |                                                                         | Победа                                 |                     |
| Круг онлайн-кинокритиков Нью-Йорка           | «Лучший актёр»                                               | Чиветел Эджиофор                                                        | Победа                                 |                     |
| Круг онлайн-кинокритиков Нью-Йорка           | «Лучшая актриса второго плана»                               | Лупита Нионго                                                           | Победа                                 |                     |
| Премия Американского института киноискусства | «Один из 10 лучших фильмов года»                             |                                                                         | Победа                                 |                     |
| Премия Гильдии киноактёров США               | «Лучшая мужская роль»                                        | Чиветел Эджиофор                                                        | Номинация                              |                     |
| Премия Гильдии киноактёров США               | «Лучшая мужская роль второго плана»                          | Майкл Фассбендер                                                        | Номинация                              |                     |
| Премия Гильдии киноактёров США               | «Лучшая женская роль второго плана»                          | Лупита Нионго                                                           | Победа                                 |                     |
| Премия Гильдии киноактёров США               | «Лучший актёрский состав»                                    |                                                                         | Номинация                              |                     |
| «Золотой глобус»                             | «Лучший фильм — драма»                                       |                                                                         | Победа                                 |                     |
| «Золотой глобус»                             | «Лучшая режиссёрская работа»                                 | Стив Маккуин                                                            | Номинация                              |                     |
| «Золотой глобус»                             | «Лучшая мужская роль — драма»                                | Чиветел Эджиофор                                                        | Номинация                              |                     |
| «Золотой глобус»                             | «Лучшая мужская роль второго плана»                          | Майкл Фассбендер                                                        | Номинация                              |                     |
| «Золотой глобус»                             | «Лучшая женская роль второго плана»                          | Лупита Нионго                                                           | Номинация                              |                     |
| «Золотой глобус»                             | «Лучший сценарий»                                            | Джон Ридли                                                              | Номинация                              |                     |
| «Золотой глобус»                             | «Лучшая музыка»                                              | Ханс Циммер                                                             | Номинация                              |                     |
| Общество кинокритиков Хьюстона               | «Лучший фильм»                                               |                                                                         | Победа                                 |                     |
| Общество кинокритиков Хьюстона               | «Лучший актёр»                                               | Чиветел Эджиофор                                                        | Победа                                 |                     |
| Общество кинокритиков Хьюстона               | «Лучшая актриса второго плана»                               | Лупита Нионго                                                           | Победа                                 |                     |
| Общество кинокритиков Хьюстона               | «Лучший сценарий»                                            | Джон Ридли                                                              | Победа                                 |                     |
| Круг кинокритиков Сан-Франциско              | «Лучший фильм»                                               |                                                                         | Победа                                 |                     |
| Круг кинокритиков Сан-Франциско              | «Лучший актёр»                                               | Чиветел Эджиофор                                                        | Победа                                 |                     |
| Круг кинокритиков Сан-Франциско              | «Лучший адаптированный сценарий»                             | Джон Ридли                                                              | Победа                                 |                     |
| Круг кинокритиков Канзаса                    | «Лучший фильм»                                               |                                                                         | Победа                                 |                     |
| Круг кинокритиков Канзаса                    | «Лучший режиссёр»                                            | Стив Маккуин                                                            | Победа (совместно с Альфонсо Куароном) |                     |
| Круг кинокритиков Канзаса                    | «Лучший актёр»                                               | Чиветел Эджиофор                                                        | Победа                                 |                     |
| Круг кинокритиков Канзаса                    | «Лучший актёр второго плана»                                 | Майкл Фассбендер                                                        | Победа                                 |                     |
| Круг кинокритиков Канзаса                    | «Лучшая актриса второго плана»                               | Лупита Нионго                                                           | Победа                                 |                     |
| Круг кинокритиков Канзаса                    | «Лучший адаптированный сценарий»                             | Джон Ридли                                                              | Победа                                 |                     |
| Общество онлайн-кинокритиков США             | «Лучший фильм»                                               |                                                                         | Победа                                 |                     |
| Общество онлайн-кинокритиков США             | «Лучший актёр»                                               | Чиветел Эджиофор                                                        | Победа                                 |                     |
| Общество онлайн-кинокритиков США             | «Лучший актёр второго плана»                                 | Майкл Фассбендер                                                        | Победа                                 |                     |
| Общество онлайн-кинокритиков США             | «Лучшая актриса второго плана»                               | Лупита Нионго                                                           | Победа                                 |                     |
| Общество онлайн-кинокритиков США             | «Лучший адаптированный сценарий»                             | Джон Ридли                                                              | Победа                                 |                     |
| Ассоциация кинокритиков Чикаго               | «Лучший фильм»                                               |                                                                         | Победа                                 |                     |
| Ассоциация кинокритиков Чикаго               | «Лучший режиссёр»                                            | Стив Маккуин                                                            | Победа                                 |                     |
| Ассоциация кинокритиков Чикаго               | «Лучший актёр»                                               | Чиветел Эджиофор                                                        | Победа                                 |                     |
| Ассоциация кинокритиков Чикаго               | «Лучшая актриса второго плана»                               | Лупита Нионго                                                           | Победа                                 |                     |
| Ассоциация кинокритиков Чикаго               | «Лучший адаптированный сценарий»                             | Джон Ридли                                                              | Победа                                 |                     |
| «Выбор критиков»                             | «Лучший фильм»                                               |                                                                         | Победа                                 |                     |
| «Выбор критиков»                             | «Лучший режиссёр»                                            | Стив Маккуин                                                            | Номинация                              |                     |
| «Выбор критиков»                             | «Лучший актёр»                                               | Чиветел Эджиофор                                                        | Номинация                              |                     |
| «Выбор критиков»                             | «Лучший актёр второго плана»                                 | Майкл Фассбендер                                                        | Номинация                              |                     |
| «Выбор критиков»                             | «Лучшая актриса второго плана»                               | Лупита Нионго                                                           | Победа                                 |                     |
| «Выбор критиков»                             | «Лучший актёрский состав»                                    |                                                                         | Номинация                              |                     |
| «Выбор критиков»                             | «Лучший адаптированный сценарий»                             | Джон Ридли                                                              | Победа                                 |                     |
| «Выбор критиков»                             | «Лучшая музыка»                                              | Ханс Циммер                                                             | Номинация                              |                     |
| «Выбор критиков»                             | «Лучшая операторская работа»                                 | Шон Боббитт                                                             | Номинация                              |                     |
| «Выбор критиков»                             | «Лучшая работа художника-постановщика»                       | Адам Стокхаузен, Элис Бэйкер                                            | Номинация                              |                     |
| «Выбор критиков»                             | «Лучший дизайн костюмов»                                     | Патриция Норрис                                                         | Номинация                              |                     |
| «Выбор критиков»                             | «Лучший грим»                                                |                                                                         | Номинация                              |                     |
| «Выбор критиков»                             | «Лучший монтаж»                                              | Джо Уокер                                                               | Номинация                              |                     |
| Ассоциация кинокритиков Остина               | «Лучший актёр»                                               | Чиветел Эджиофор                                                        | Победа                                 |                     |
| Ассоциация кинокритиков Остина               | «Лучшая актриса второго плана»                               | Лупита Нионго                                                           | Победа                                 |                     |
| Ассоциация кинокритиков Остина               | «Лучший адаптированный сценарий»                             | Джон Ридли                                                              | Победа                                 |                     |
| Общество кинокритиков Финикса                | «Лучший фильм»                                               |                                                                         | Победа                                 |                     |
| Общество кинокритиков Финикса                | «Лучшая актриса второго плана»                               | Лупита Нионго                                                           | Победа                                 |                     |
| Общество кинокритиков Финикса                | «Лучший адаптированный сценарий»                             | Джон Ридли                                                              | Победа                                 |                     |
| Круг кинокритиков Флориды                    | «Лучший фильм»                                               |                                                                         | Победа                                 |                     |
| Круг кинокритиков Флориды                    | «Лучший режиссёр»                                            | Стив Маккуин                                                            | Победа                                 |                     |
| Круг кинокритиков Флориды                    | «Лучший актёр»                                               | Чиветел Эджиофор                                                        | Победа                                 |                     |
| Круг кинокритиков Флориды                    | «Лучшая актриса второго плана»                               | Лупита Нионго                                                           | Победа                                 |                     |
| Круг кинокритиков Флориды                    | «Лучший адаптированный сценарий»                             | Джон Ридли                                                              | Победа                                 |                     |
| Круг кинокритиков Флориды                    | «Актёрский прорыв»                                           | Лупита Нионго                                                           | Победа                                 |                     |
| Ассоциация кинокритиков Юты                  | «Лучший актёр»                                               | Чиветел Эджиофор                                                        | Победа                                 |                     |
| Общество кинокритиков Невады                 | «Лучший фильм»                                               |                                                                         | Победа                                 |                     |
| Премия Гильдии продюсеров США                | «Лучший фильм»                                               |                                                                         | Победа (совместно с «Гравитацией»)     |                     |
| Премия Гильдии режиссёров США                | «Лучшая режиссёрская работа»                                 | Стив Маккуин                                                            | Номинация                              |                     |
| BAFTA                                        | «Лучший фильм»                                               |                                                                         | Победа                                 |                     |
| BAFTA                                        | «Лучшая режиссёрская работа»                                 | Стив Маккуин                                                            | Номинация                              |                     |
| BAFTA                                        | «Лучшая мужская роль»                                        | Чиветел Эджиофор                                                        | Победа                                 |                     |
| BAFTA                                        | «Лучшая мужская роль второго плана»                          | Майкл Фассбендер                                                        | Номинация                              |                     |
| BAFTA                                        | «Лучшая женская роль второго плана»                          | Лупита Нионго                                                           | Номинация                              |                     |
| BAFTA                                        | «Лучший адаптированный сценарий»                             | Джон Ридли                                                              | Номинация                              |                     |
| BAFTA                                        | «Лучшая музыка»                                              | Ханс Циммер                                                             | Номинация                              |                     |
| BAFTA                                        | «Лучшая операторская работа»                                 | Шон Боббитт                                                             | Номинация                              |                     |
| BAFTA                                        | «Лучшая работа художника-постановщика»                       | Адам Стокхаузен, Элис Бейкер                                            | Номинация                              |                     |
| BAFTA                                        | «Лучший монтаж»                                              | Джо Уокер                                                               | Номинация                              |                     |
| Премия Гильдии операторов США                | «Лучшая операторская работа»                                 | Шон Боббитт                                                             | Номинация                              |                     |
| Премия Гильдии костюмеров США                | «Лучший дизайн костюмов в историческом фильме»               | Патриция Норрис                                                         | Победа                                 |                     |
| Премия Гильдии декораторов США               | «Лучшая работа художника-постановщика в историческом фильме» | Адам Стокхаузен                                                         | Номинация                              |                     |
| Круг кинокритиков Ванкувера                  | «Лучший фильм»                                               |                                                                         | Победа                                 |                     |
| «Оскар»                                      | «Лучший фильм»                                               | Брэд Питт, Деде Гарднер, Энтони Катагас, Джереми Кляйнер и Стив Маккуин | Победа                                 |                     |
| «Оскар»                                      | «Лучшая режиссёрская работа»                                 | Стив Маккуин                                                            | Номинация                              |                     |
| «Оскар»                                      | «Лучшая мужская роль»                                        | Чиветел Эджиофор                                                        | Номинация                              |                     |
| «Оскар»                                      | «Лучшая мужская роль второго плана»                          | Майкл Фассбендер                                                        | Номинация                              |                     |
| «Оскар»                                      | «Лучшая женская роль второго плана»                          | Лупита Нионго                                                           | Победа                                 |                     |
| «Оскар»                                      | «Лучший адаптированный сценарий»                             | Джон Ридли                                                              | Победа                                 |                     |
| «Оскар»                                      | «Лучший дизайн костюмов»                                     | Патриция Норрис                                                         | Номинация                              |                     |
| «Оскар»                                      | «Лучшая работа художника-постановщика»                       | Адам Стокхаузен, Элис Бэйкер                                            | Номинация                              |                     |
| «Оскар»                                      | «Лучший монтаж»                                              | Джо Уокер                                                               | Номинация                              |                     |
| «Сатурн»                                     | «Лучший независимый фильм»                                   |                                                                         | Победа                                 |                     |
| «Золотой жук»                                | «Лучший зарубежный фильм»                                    |                                                                         | Номинация                              |                     |
| «Империя»                                    | «Лучший фильм»                                               |                                                                         | Номинация                              |                     |
| «Империя»                                    | «Лучшая мужская роль»                                        | Чиветел Эджиофор                                                        | Номинация                              |                     |
| «Империя»                                    | «Лучшая мужская роль второго плана»                          | Майкл Фассбендер                                                        | Победа                                 |                     |
| «Империя»                                    | «Лучшая женская роль второго плана»                          | Лупита Нионго                                                           | Номинация                              |                     |
| «Империя»                                    | «Лучшая режиссёрская работа»                                 | Стив Маккуин                                                            | Номинация                              |                     |
| «Империя»                                    | «Лучший женский дебют»                                       | Лупита Нионго                                                           | Номинация                              |                     |

## Критика
Фильм очень высоко оценили критики, на сайте-агрегаторе Rotten Tomatoes оценка 95 %, что означает «положительно». Фильм оценивали профессиональные критики.